# Brasilianische Leichtathletik-Meisterschaften
Die Troféu Brasil de Atletismo (deutsch: Brasilianische Leichtathletik-Trophäe) ist ein jährlich stattfindendes Leichtathletik-Meeting, das als nationale Meisterschaften für Leichtathletikvereine in Brasilien dient. Der brasilianische Leichtathletikverband hat nicht ausdrücklich jährliche nationale Meisterschaften festgelegt, so dass diese Veranstaltung de facto als Leichtathletik-Meisterschaften der Senioren gilt. Sie wird auch zur Qualifikation der Athleten für die Olympischen Spiele genutzt.
Ort und Zeitpunkt der Veranstaltung variieren, wobei die Großstädte Rio de Janeiro und São Paulo häufig als Gastgeber fungieren.
Erstmals 1945 ausgetragen, wurde der Wettbewerb nach Mitte der 1980er Jahre zum wichtigsten Leichtathletikwettbewerb Brasiliens. Zuvor galt von 1929 bis 1985 das alle zwei Jahre stattfindende Campeonato Brasileiro de Seleções Estaduais als nationale Meisterschaften. Die Troféu Brasil de Atletismo wurde seit ihrer Einführung nicht regelmäßig ausgetragen.